# Syneches mars
Syneches mars är en tvåvingeart som beskrevs av Jones 1940. Syneches mars ingår i släktet Syneches och familjen puckeldansflugor.
Artens utbredningsområde är Uganda. Inga underarter finns listade i Catalogue of Life.